# گرس-اولونی
شهر گرس-اولونی (به فرانسوی: Grâce-Hollogne) در شهرستان لیئژ در استان لیئژ در منطقه فدرال والوون در کشور بلژیک واقع شده‌است.